# Миллеры
Ми́ллеры (нем. Müller) — дворянский род.
В Гербовник внесены четыре фамилии Миллер:
1. Владимир Карлович Миллер, утверждённый в 1847 году по заслугам своего отца Карла Павловича Миллера (Герб. Часть XIV. № 48).
2. Карл Миллер признанный в потомственном дворянстве в 1878 году (Герб. Часть XIII. № 54).
3. Борис Миллер, тайный советник (Герб. Часть XIV. № 75).
4. Константин Миллер, сенатор, тайный советник (Герб. Часть XVIII. № 134).

Высочайшим повелением, предложенным Министром Юстиции Правительствующему Сенату 29 ноября 1878 года, Всемилостивейше предоставлены отставному инженер-подполковнику Карлу Миллеру, по пожалованию его орденом св. Владимира 4 степени во время нахождения его в отставке, все права и преимущества, сопряженные с орденом для лиц, награждённых во время состояния на действительной службе.
Правительствующей Сенат определением от 18 декабря 1878 года признал его в потомственном дворянстве, с правом на внесение в третью часть дворянской родословной книги, с женою его Матильдой-Вильгельминой и детьми их, сыновьями: Евгением-Людвигом, Карлом-Эдуардом-Яковом и дочерьми: Эрнестиной-Сузеттой, Маргаритой-Вильгельминой и Матильдой-Шарлоттой, им и выданы свидетельства о дворянстве.

## Описание гербов

#### Герб. Часть XIV. № 48.
Герб Владимира Карловича Миллер:  в лазоревом щите три серебряные шестиугольные звезды: две вверху, одна внизу. В серебряной главе щита четыре лазоревые перевязи слева. Щит увенчан дворянским коронованным шлемом. Нашлемник: серебряная, с распростертыми крыльями и червлёными глазами и клювом сова. Намёт: лазоревый с серебром.

#### Герб. Часть XIII. № 54.
Герб Карла Миллер: в лазоревом щите с золотой главою на серебряной воде золотой корабль, плывущий вправо, с золотыми мачтами, парусами и червлёными вымпелами. В главе щита накрест чёрные кирка и лопата. Щит увенчан дворянским коронованным шлемом. Нашлемник: золотая мачта с золотым парусом и червлёным вымпелом. Намёт: лазоревый с золотом. Девиз: «ТРУДОЛЮБИЕМ» золотыми буквами на лазоревой ленте.

#### Герб. Часть XIV. № 75.
Герб Бориса Миллера, тайного советника: В лазоревом щите серебряный дуб. В серебряной главе щита летящий вправо сокол натурального цвета. Щит увенчан дворянским коронованным шлемом. Нашлемник: три страусовых пера: среднее серебряное, крайние — лазоревые. Намёт: лазоревый с серебром.

#### Герб. Часть XVIII. № 134.
Герб Константина Миллера, сенатора, тайного советника: В серебряном щите червлёная мортира на таковом же лафете. В лазоревой оконечности щита, скрещённые ликторские пуки. Щит увенчан дворянским коронованным шлемом. Нашлемник: чёрные орлиные крылья в полёте, между коими вертикально серебряная башня с тремя зубцами и чёрными швами, увенчанная золотым ромбом. Намёт: справа червлёный с серебром, слева лазоревый с золотом.